# 瑞森しゅん
瑞森 しゅん（みずもり しゅん、1993年5月10日 - ）は、日本のタレント、グラビアアイドル、女優。岩手県出身。

## 経歴・人物
2016年にデビュー。特技はサッカー。アイドルユニットLのメンバーとして活動。2018年11月に放送された、テレビ朝日の深夜バラエティ番組「お願い！ランキング」にも出演した。

## 作品

### DVD
- Limit Break（2017年8月25日、スパイスビジュアル)
- 旬 瑞森しゅん（2018年8月24日、竹書房)
- 恋する瞬間[4] （2018年12月21日、グラッソ)
- 汚れなき欲望～天使と悪魔～[2]（2019年3月29日、グラッソ)
- もっと抱きしめて・・・（2019年6月28日、グラッソ)
- 光を探して･･･[5]（2019年9月27日、グラッソ)